# Ngor Ewam Phendé Ling
Pour les articles homonymes, voir Ling.
Ngor Ewam Phendé Ling (tibétain : ངོར་ཨེ་ཝཾ་ཕན་བདེ་གླིང, Wylie : ngor e wam phan bde gling) est le premier centre de l'école sakyapa du bouddhisme tibétain à s'implanter en France.
Fondé en 1975 par Phendé Rinpoché, il se situe aux Ventes en Normandie,. 

## Localisation
En 1990, Monique Cabré et Pierre Dhombre précisent que le centre se situe dans le village des Ventes à 8 km d'Évreux. Ses coordonnées (adresse, téléphone) sont indiquées dans un ouvrage de Bernard Baudouin (de) publié en 2007 .

## Histoire
Phendé Rinpoché est formé au Tibet pour exercer les fonctions d'abbé de la branche Ngor de l'école sakya. En exil en Europe, il vient en France en 1969, où il fonde deux centres : Ngor Ewam Phendé Ling en Normandie et un centre à Paris. Ce fut le premier centre d'obédience sakya à s'implanter en France.  

## Activités
En 1977, Louise Chauchard écrit que Phendé Rinpoché enseigne au centre toutes les méthodes de méditation du bouddhisme tibétain.
En 1993, Graham Coleman indique qu'un programme de pratique de retraites a été mis en place conformément aux traditions de l'école sakya du bouddhisme tibétain.
Phendé Rinpoché y a donné nombre d'enseignements dont celui, complet, du Lamdré.

## Publications
- 1987, Guide en sept points pour l'entraînement du mental [Texte imprimé] / contenant le texte de base de Tcha Tché kawa Yéshé Dorjé avec un commentaire de Jamgon Kongtrul Lodreu Thayé ; traduit du tibétain par Djamyang Khandro sous la direction de Phendé Rinpoché,  (ISBN 2-906829-01-3), 69 p.[11]
- 1988 La Vie merveilleuse de 84 grands sages de l'Inde bouddhiste ancienne, traduit du tibétain par Djamyang Khandro et présenté par Phendé Rinpoché,  (ISBN 2-906828-01-7), 343 p. [12]
- 1989 Commentaire des "Cinquante stances de dévotion au lama" d'Ashvaghosha, traduit du tibétain par Djamyang Khandro et présenté par Phendé Rinpoché,  (ISBN 2-906828-00-9), 90 p. [13]
- 1998 La voie incluant son fruit [Texte imprimé] : instructions sur la voie développées à partir du "Traité racine de la voie incluant son fruit ou lamdré"  de Ngorchen Konchog Lhundrup (en) (Ngor Tchen Konchog Lhundrup), traduit du tibétain par Djamyang Khandro Ahni, sous la direction de Phendé Rinpoché,  (ISBN 2-906828-02-5) (éd. complète) -  (ISBN 2-906828-03-3) (vol. 1) -  (ISBN 2-906828-04-1) (vol. 2) 2 vol. (306, 352 p.)[14]

À ces publications, il faudrait ajouter toutes sortes de documents internes intéressants, qui étaient naguère disponibles auprès de l'association, notamment de nombreux volumes de textes de pratique, avec édition du texte tibétain, phonétique et traduction (par exemple pour les pratiques de Hevajra et Vajrayogini, etc.). Ont ainsi été publiés : 
- une traduction complète (non annotée) du manuel de pratique de Hevajra par Tsharchen Losel Gyamtso, Le Rayonnement solaire (Kye rdor legs bshad nyi zer) ;
- une traduction complète (non annotée) d'un manuel de pratique traditionnel sur Vajrayogini ;
- un fascicule complet illustré sur les yogas physiques («trülkor», ’phrul ’khor) de Hevajra dans la tradition sakyapa ;
- une vie de Ngawang Lekpa (Ngag dbang legs pa'i ’byung gnas ye shes rgyal mtshan)[15] intitulée La Guirlande de joyaux du récit merveilleux de la vie du noble Lama Djamguène Ngaong Lépa (70 pages, avril 1993, sans indication de nom d'auteur, «traduit par Djamyang Khandro sous la direction de S.E. Phendé Rinpoché»).